# Lazarous Kambole
Lazarous Kambole (Lusaka, 20 gennaio 1994) è un calciatore zambiano, attaccante dello ZESCO Utd, in prestito dallo Young Africans, e della nazionale zambiana.

## Carriera

### Club
Ha giocato nella massima serie zambiana ed in quella sudafricana. Durante i suoi cinque anni di militanza nello ZESCO Utd, oltre a vincere cinque campionati zambiani consecutivi, ha giocato complessivamente 9 partite (con 7 reti segnate) in CAF Champions League e 11 partite (con 3 reti segnate) nella Coppa della Confederazione CAF, a cui poi ha anche aggiunto 10 presenze nella CAF Champions League 2020-2021 con i Kaizer Chiefs.

### Nazionale
Nel 2018 ha esordito nella nazionale zambiana.

## Statistiche

### Cronologia presenze e reti in nazionale
| Cronologia completa delle presenze e delle reti in nazionale ― Zambia | Cronologia completa delle presenze e delle reti in nazionale ― Zambia | Cronologia completa delle presenze e delle reti in nazionale ― Zambia | Cronologia completa delle presenze e delle reti in nazionale ― Zambia | Cronologia completa delle presenze e delle reti in nazionale ― Zambia | Cronologia completa delle presenze e delle reti in nazionale ― Zambia | Cronologia completa delle presenze e delle reti in nazionale ― Zambia | Cronologia completa delle presenze e delle reti in nazionale ― Zambia |
| Data                                                                  | Città                                                                 | In casa                                                               | Risultato                                                             | Ospiti                                                                | Competizione                                                          | Reti                                                                  | Note                                                                  |
| --------------------------------------------------------------------- | --------------------------------------------------------------------- | --------------------------------------------------------------------- | --------------------------------------------------------------------- | --------------------------------------------------------------------- | --------------------------------------------------------------------- | --------------------------------------------------------------------- | --------------------------------------------------------------------- |
| 13-6-2023                                                             | Il Cairo                                                              | Kuwait                                                                | 3 – 0                                                                 | Zambia                                                                | Amichevole                                                            | -                                                                     | 62’                                                                   |
| Totale                                                                |                                                                       | Presenze                                                              | 1                                                                     |                                                                       | Reti                                                                  | 0                                                                     |                                                                       |

## Palmarès

### Club

#### Competizioni nazionali
- Campionato zambiano: 5

ZESCO United: 2014, 2015, 2017, 2018, 2019